# منتخب ألمانيا الشرقية لكرة السلة
منتخب ألمانيا الشرقية الوطني لكرة السلة هو ممثل ألمانيا الشرقية الرسمي في المنافسات الدولية في كرة السلة .